# Fauzi Bowo
Fauzi Bowo (ur. 1948 w Dżakarcie) – indonezyjski architekt i polityk, gubernator Dżakarty w latach 2007–2012.

## Życiorys
Fauzi Bowo urodził się w 1948 roku w bogatej rodzinie mieszkającej w Dżakarcie. Studiował architekturę najpierw na Uniwersytecie Indonezyjskim w Depok, a następnie na Uniwersytecie Technicznym w Brunszwiku. Od 1979 pracował w administracji rządowej i samorządowej w Indonezji, głównie w Dżakarcie.
7 października 2007 zastąpił Sutiyoso na stanowisku gubernatora Dżakarty, urząd sprawował do 7 października 2012. Po nim funkcję tę sprawował tymczasowo (do 15 października) Fadjar Panjaitan, a następnie Joko Widodo.

## Życie prywatne
Żonaty. Ma troje dzieci.